# كارل فورسبرغ
كارل فورسبرغ (بالسويدية: Karl-Erik Forsberg)‏ هو رسام وفنان سويدي، ولد في 1914 في Munsö parish ‏ في السويد، وتوفي في 1995 في Brunnby church parish ‏ في السويد.